# 주곡로
주곡로(Jugok-ro)는 경상남도 거창군 거창읍 개봉삼거리에서 주상면 완대삼거리를 잇는 도로이다. 

## 주요 경유지
경상남도
- 거창군 (거창읍 - 주상면)

## 노선
전 구간 지방도 제1089호선에 속하므로 이 노선에 대한 별도 표기는 생략한다.
| 이름          | 접속 노선                               | 소재지        | 소재지        | 비고          |
| 창동로와 직결 | 창동로와 직결                           | 창동로와 직결 | 창동로와 직결 | 창동로와 직결 |
| ------------- | --------------------------------------- | ------------- | ------------- | ------------- |
| 개봉사거리    | 지방도 제1084호선 (거열로) (가조가야로) | 거창군        | 거창읍        |               |
| 월천초등학교  |                                         | 거창군        | 거창읍        |               |
| 서변교        |                                         | 거창군        | 거창읍        |               |
| 봉황교        |                                         | 거창군        | 거창읍        |               |
|               | 주상면                                  | 거창군        |               |               |
| (이름없음)    | 보해길                                  | 거창군        |               |               |
| 도평 교차로   | 국도 제3호선 (웅양로)                   | 거창군        |               |               |
| 주상삼거리    | 당내고개길 도평1길                      | 거창군        |               |               |
| 완대삼거리    | 국도 제37호선 (빼재로)                  | 거창군        |               |               |